# Dolf Scherpbier
Ludolf Jan (Dolf) Gialts Scherpbier (Rotterdam, 7 januari 1921 – Leidschendam, 9 februari 2012) was Engelandvaarder.

## Vier Delftse studenten
Scherpbier was in 1939 adelborst in Den Helder, waar ook Willem Heilbron zat. In september van dat jaar gingen ze in Delft studeren waar ze Armand Maassen en Rotterdammer Jan Jacob van Rietschoten leerden kennen. Ze werden alle vier lid van studentenvereniging Phoenix. Van Rietschoten was ook lid van de Delftse roeivereniging LAGA.
Heilbron zocht al in augustus 1940 in Haarlem naar een kano. De kanoverkoper gaf zijn naam door aan de politie die op zoek was naar iemand die een moord had gepleegd. Toen de politie Heilbron arresteerde, namen ze Maassen ook mee. Na acht dagen werden beide studenten weer vrijgelaten.

## Engelandvaarten
Samen maakten de vier jongens plannen om aan het door de Duitsers bezette Nederland te ontsnappen en naar Engeland te gaan. Van Rietschoten kocht een rubber kano met twee peddels en een extra zeiltje, Scherpbier en Heilbron kochten een vouwkano. Ze huurden een appartement aan de boulevard van Katwijk aan Zee en sloegen voorraden eten en drinken in.
In de nacht van 24 op 25 september 1941 vertrokken Maassen en Van Rietschoten. Er was mist en een beetje wind, genoeg om Engeland op de 27ste te bereiken.
Tien minuten nadat hun vrienden vertrokken waren, stapten Willem Heilbron en Dolf Scherpbier in hun kano. Nog voordat ze door de branding heen waren liep de kano vol. Ze moesten terugkeren. Ze lieten de kano zinken en klauterden de boulevard op. In mei 1942 werden ze gearresteerd. Als krijgsgevangenen brachten ze de rest van de oorlog door. Op 28 april 1945 werden ze vrijgelaten. 
Van Rietschoten en Maassen overleefden de oorlog niet. Dolf Scherpbier overleed in 2012 op 91-jarige leeftijd.